# Eric Christian Olsen
Eric Christian Olsen (Eugene, 31 de maio de 1977) é um ator estadunidense. Ele é conhecido por ter interpretado o detetive Marty Deeks na série de televisão NCIS: Los Angeles 
e pelas comédias adolescentes Not Another Teen Movie, Dumb and Dumberer: When Harry Met Lloyd e Fired Up!.

## Filmografia
| Filmes    | Filmes                                  | Filmes                                         | Filmes |
| Ano       | Título                                  | Papel                                          | Nota |
| --------- | --------------------------------------- | ---------------------------------------------- | --- |
| 2001      | Mean People Suck                        | Nick                                           | Curta-metragem |
| 2001      | Pearl Harbor                            | Gunner                                         | |
| 2001      | Not Another Teen Movie                  | Austin                                         | |
| 2002      | Local Boys                              | Randy Dobson                                   | |
| 2002      | The Hot Chick                           | Jake                                           | |
| 2003      | Dumb and Dumberer: When Harry Met Lloyd | Lloyd Christmas                                | |
| 2004      | Cellular                                | Chad Thompson                                  | |
| 2004      | Death Valley                            | Josh                                           | {Título original: Mojave}                                                                                           |
| 2006      | Beerfest                                | Gunther                                        | |
| 2006      | The Last Kiss                           | Kenny                                          | |
| 2007      | License to Wed                          | Carlisle Myers                                 | |
| 2007      | The Comebacks                           | Foreign Exchange Student                       | |
| 2008      | Sunshine Cleaning                       | Randy Clever                                   | |
| 2008      | Eagle Eye                               | Craig Bolston                                  | |
| 2009      | Fired Up!                               | Nick Brady                                     | |
| 2009      | The Six Wives of Henry Lefay            | Lloyd Wiggins                                  | |
| 2010      | The Back-Up Plan                        | Clive Bennett                                  | |
| 2010–12   | Hero Factory                            | William Furno                                  | Trials of Furno - Breakout Part 2                                                                                   |
| 2011      | The Thing                               | Adam Finch                                     | |
| 2012      | Celeste and Jesse Forever               | Steve Tucker                                   | |
| 2014      | Warning Labels                          | Thad                                           | Curta-metragem |
| 2015      | Band of Robbers                         | Sid Sawyer                                     | |
| 2016      | The Relationtrip                        | Chippy                                         | voz |
| 2017      | Sun Dogs                                | Thad                                           | |
| 2017      | Battle of the Sexes                     | Lornie Kuhle                                   | |
| Televisão |                                         |                                                | |
| Ano       | Título                                  | Papel                                          | Episódios |
| 1997      | Beyond Belief: Fact or Fiction          | Adam                                           | Episódio: "The Viewing, The Subway, Kid in the Closet, Justice is Served & The Tractor"                             |
| 1998      | Black Cat Run                           | Gas Station Attendant                          | Filme para TV (creditado como Eric Olsen)                                                                           |
| 1999      | Arthur's Quest                          | Artie/King Arthur                              | Filme para TV |
| 1999      | Turks                                   | Kevin Williams                                 | Episódio: "Friends & Strangers"                                                                                     |
| 1999      | ER                                      | Travis Mitchell                                | Episódio: "Responsible Parties"                                                                                     |
| 1999–2000 | Get Real                                | Cameron Green                                  | 22 episódios |
| 2000      | Lessons Learned                         | Jack                                           | Filme para TV |
| 2001      | Ruling Class                            | Bill Olszewski                                 | Filme para TV |
| 2001      | Smallville                              | Young Harry Bollston                           | Episódio: "Hourglass"                                                                                               |
| 2002      | 24                                      | John Mason                                     | Episódio: "Day 2: 2:00 p.m.–3:00 p.m."                                                                              |
| 2005      | Tru Calling                             | Jensen Ritchie                                 | 5 episódios |
| 2006–07   | The Loop                                | Sully Sullivan                                 | 17 episódios |
| 2007      | The Hill                                | Matt O'Brien                                   | Filme para TV |
| 2007      | Write & Wrong                           | Jason 'Krueger' Langdon                        | Filme para TV |
| 2008–09   | Brothers & Sisters                      | Kyle DeWitt                                    | 6 episódios |
| 2009–10   | Community                               | Vaughn Miller                                  | 4 episódios |
| 2010–23   | NCIS: Los Angeles                       | LAPD Detetive Marty Deeks                      | |
| 2010–12   | Kick Buttowski: Suburban Daredevil      | Wade                                           | Recorrente |
| 2015      | House Hunters                           | Ele mesmo                                      | Apareceu em um episódio com sua esposa Sarah e sua mãe Jeanne procurando uma casa de férias na área do Jackson Hole |
| 2015      | Geeks Who Drink                         | Himself                                        | Episódio: Eric Christian Olsen vs. Scott Porter                                                                     |
| 2016      | Star vs. the Forces of Evil             | "Rock"                                         | Episódio: Spider with a Top Hat                                                                                     |
| 2018      | Robot Chicken                           | Martin Brody / Basil of Baker Street / Logan 5 | Episódio: "Things Look Bad for the Streepster"                                                                      |